# قمری گوش‌دار

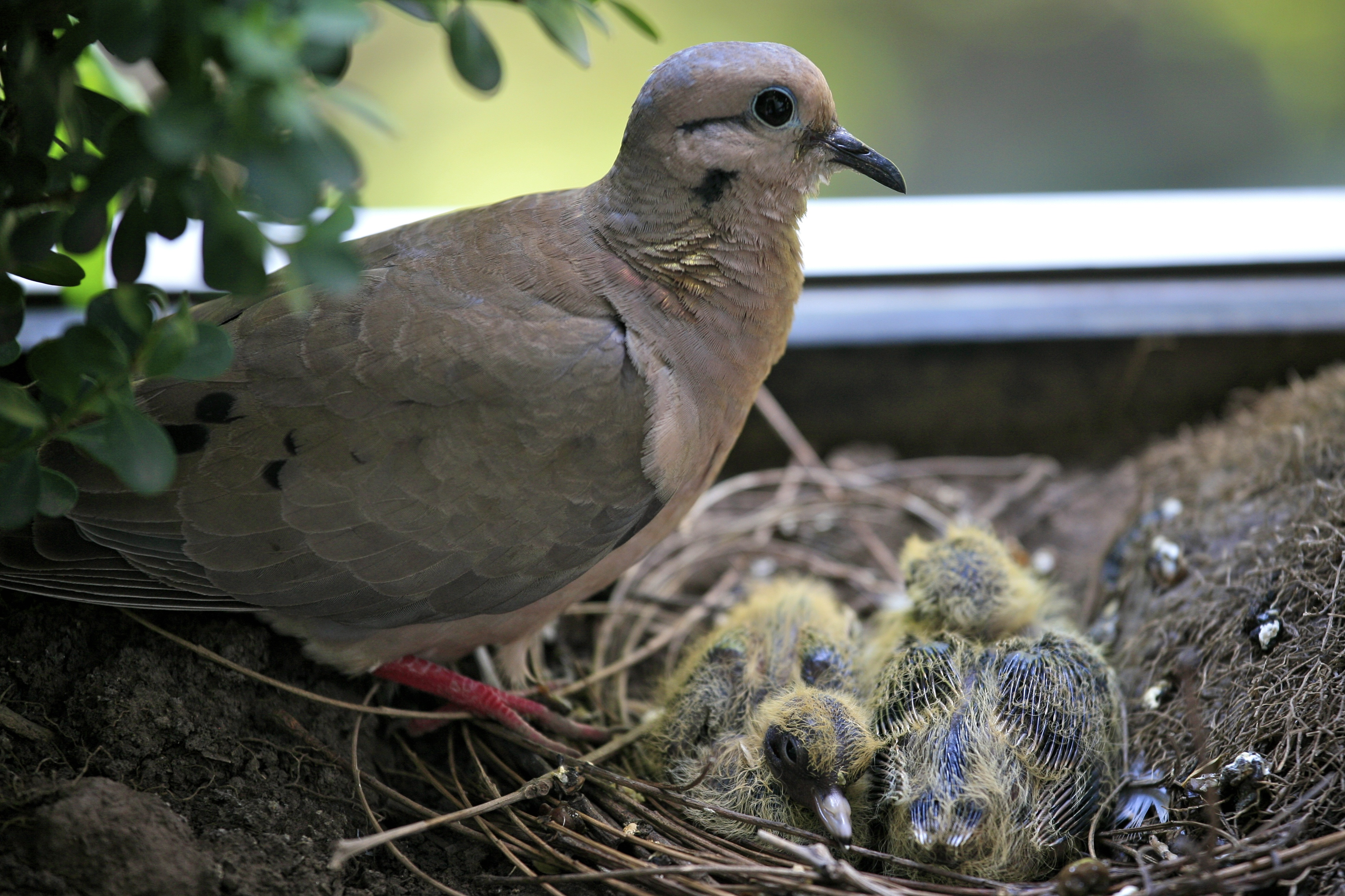
بالغ و جوجه‌ها در اروگوئه

قمری گوش‌دار (نام علمی: Zenaida auriculata)، یک قمری جهان جدید است. این پرنده یک زادآور ساکن در سراسر آمریکای جنوبی از کلمبیا تا جنوب آرژانتین و شیلی و در جزایر دریایی از گرنادین‌ها به سمت جنوب است. این ممکن است یک کلنی نسبتاً جدید در توباگو و ترینیداد باشد. به نظر می‌رسد که در این کشور تا حدی مهاجر است، جابجایی‌های آن ناشی از منابع غذایی است.

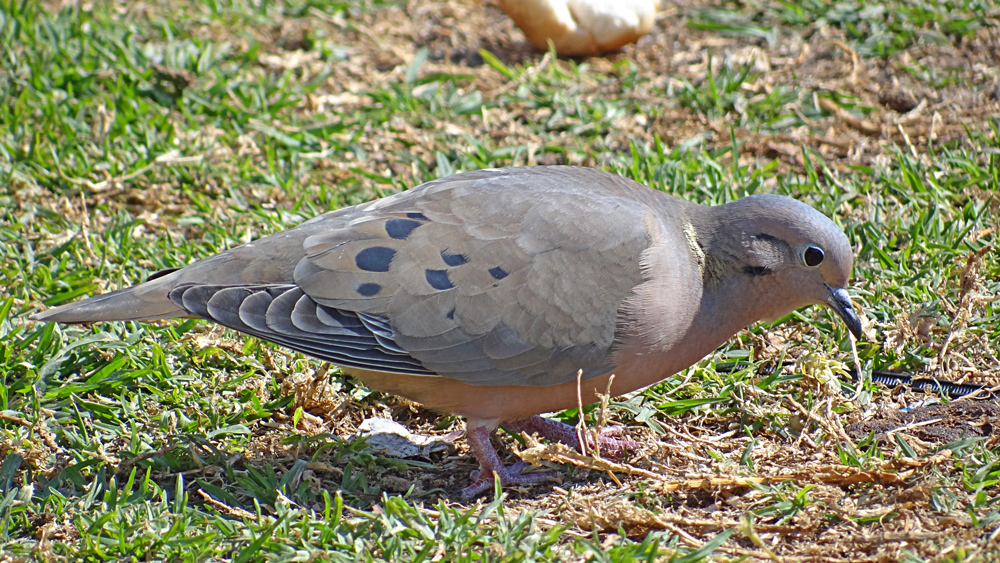
قمری گوش‌دار در بوئنوس آیرس

این گونه یکی از بستگان نزدیک قمری مویه‌گر آمریکای شمالی است. با آن گونه، کبوتر سوکورو، و احتمالاً قمری گالاپاگوس، یک ابرگونه را تشکیل می‌دهد. دو گونه دوم انشعابات جزیره‌ای هستند، پرندگان سوکورو از نیاکان قمری‌های مویه‌گر، و پرندگان گالاپاگوس از جمعیت باستانی‌تر هستند.